# Józef Męciński (franciszkanin)
Józef Wojciech Męciński (ur. w 1743 w Siemichowie, zm. w 1813 w Krakowie) – franciszkański zakonnik i kaznodzieja.

## Życiorys
Urodził się w Siemichowie (pow. szczerzycki), jako syn Jacka, dzierżawcy ziemskiego, i Reginy z Kozubowskich. Uczył się w szkołach jezuickich, początkowo w Przemyślu, a następnie w Krakowie. W roku 1765 wstąpił do zakonu franciszkańskiego (Wieliczka), przybierając imię Józef (imię chrzestne: Wojciech), a w 1766 przyjął święcenia kapłańskie (Kraków). Działał i przebywał w licznych klasztorach w ówczesnej Polsce (Kraków, Wieliczka, Stobnica, Pilica, Lublin) oraz na Górnym Śląsku (Góra Św. Anny), głównie jako kaznodzieja. W latach 1774-1775 był kaznodzieją klasztoru na Górze Św. Anny, w tymże klasztorze został gwardianem w roku 1800 i funkcję tę piastował do 1801 roku. Ponadto piastował także w tych klasztorach na przemian urzędy: gwardiana, definitora, wikariusza prowincji małopolskiej i komisarza generalnego konwentów wielkopolskich. Pod koniec życia został kapelanem i kaznodzieją więzień krakowskich. Zmarł w roku 1813 (według "Encyklopedii kościelnej": w 1815), w Krakowie.

## Twórczość
Oprócz działalności organizacyjnej pisał liczne kazania, których kilka tomów opublikowano u schyłku XVIII i na początku XIX wieku; były one powszechnie wykorzystywane w Polsce i na Śląsku w XIX wieku. Kazania jego, wygłaszane m.in. na Śląsku (Wielki Dobrzyń, Lubecko, Chróścice, Popielów i Brynica), zyskały mu znaczną i długotrwałą popularność.

### Ważniejsze kazania i mowy
1. Kazanie na pogrzeb uroczystego pochowania kości pod pamiętnym sławy nieśmiertelnej godnym imieniem... Jana Chrzciciela, pułkownika wojsk koronnych, tudzież Jana Kantego podkomorzego JKM, z Raciborska Morstynów... dnia 20 kwietnia R. P. 1780 miane, Kraków 1780
2. Kazania podwójne na niedziele całego roku t. 1-4, Kraków 1782-1784, (zobacz Wydania zbiorowe wyd. przez I. Grebla, t. 1-4)
3. Kazania na święta całego roku t. 1-2, Kraków 1786-1787; wyd. następne: t. 1-2, Kraków 1790-1791, (zobacz Wydania zbiorowe t. 7-8)
4. Kazanie na pogrzebie W. śp. Józefa Skarbka Kiełczewskiego, starosty kachorlickiego... dnia 17 lipca 1787, Lublin 1787
5. Uroczyste podziękowanie Najjaśniejszemu Trybunałowi oświadczone w kazaniu... za dopełnienie sprawiedliwości w zniesieniu złych zwyczajów religii i obywatelstwu szkodzących, brak miejsca wydania 1788
6. Kazania przygodne w różnych nabożeństwa okolicznościach t. 1-2, Kraków 1788-1789; wyd. następne: Kazania i mowy przygodne w różnych nabożeństwa okolicznościach, Kraków 1808; także wyd. tytułowe Kraków 1809, (wyd. 1 stanowi t. 5-6 Wydań zbiorowych; wyd. następne: t. 28)
7. Kazanie o dobrowolnej ofierze na naglące potrzeby ojczyzny, w dzień Oczyszczenia Najświętszej Marii Panny w kościele Ś. Ducha... miane, Lublin (1789)
8. Kazanie o potrzebie krajowego wojska i jego podległości, z Ewangelii na niedzielę III po Trzech Królach o setniku żołnierzu, miane w kościele lubelskim Świętego Ducha, brak miejsca wydania 1790
9. Kazania niedzielne i świętalne t. 1-2, Kraków 1791-1793, (zobacz Wydania zbiorowe t. 9-10)
10. Kazanie na pogrzebie Jaśnie Wielmożnej Heleny z Trejerów Skarszewski, podstoliny urzędowskiej... dnia 7 listopada 1792, Lublin 1792
11. Kazania odświętne w różnych nabożeństwa okolicznościach t. 1-2, Kraków 1795-1796, (zobacz Wydania zbiorowe t. 11-12)
12. Kazania odświętne t. 1-2, Kraków 1799, (zobacz Wydania zbiorowe t. 13-14)
13. Kazanie na pogrzebie Marianny z Jaworskich Dembińskiej, Kraków 1802
14. Kazanie podczas pogrzebu śp. Macieja Sołtyka... d. 31 maja 1802 r. miane, Kraków 1802
15. Nauki wiejskie do oświecenia prostego ludu w powinnościach wiary i obyczajów... t. 1-3, Kraków 1805, (zobacz Wydania zbiorowe t. 15-17)
16. Nauki wiejskie świętalne..., Kraków 1805, (zobacz Wydania zbiorowe t. 20)
17. Dzieło homilijno-kaznodziejskie niedzielne, objaśnienie Ewangelii, nauki wiary i obyczajów, także wytłumaczenie św. katolickich obrzędów w sobie zawierające cz. 1-4, Kraków 1807 (2 wydania), zobacz Wydania zbiorowe t. 21-24
18. Dzieło homilijne odświętne... cz. 1-3, Kraków 1808 (cz. 3: Dodatek do dzieła...), zobacz Wydania zbiorowe t. 25-27
19. Mowy kaznodziejskie w różnych nabożeństwa (osobliwie parafialnego) okolicznościach, dla wygody JJ. Mości Księży Pasterzów i ich pomocników... t. 1-2, Kraków 1808, (zobacz Wydania zbiorowe t. 18-19)
20. Kazanie o nauce życia i śmierci tudzież o długach należących się zmarłym od żyjących, w czasie pogrzebu śp. Józefa Konopki, łowczego sanockiego... d. 27 września 1811 r. miane, Kraków 1811
21. Kazanie podczas pogrzebowego obrządku śp. J. W. Zofii z Romiszowskich hr. Moszyński... na dniu 6 miesiąca października w 1812... miane, Kraków 1812
22. Dzieło dogmatyczne polityczno-moralne do czytania osobom tak duchownym, jako i świeckim ciekawe, potrzebne i wielce pożyteczne, w 2 częściach, (dzieło zapowiedziane przy t. 28 i ostatnim Wydań zbiorowych wyd. przez Grebla kazań Męcińskiego, lecz niewydane).

### Wydania zbiorowe
1. Kazania... t. 1-28, Kraków 1782-1808, zobacz Ważniejsze kazania i mowy poz. 2-3, 6, 9, 11-12, 15-19.